# مصطفی نیرالسلطان
مصطفی خان نوایی ملقب به نیرالسلطان (۱۲۹۰ق-۱۳۱۹خ تهران) که بعدها نام خانوادگی نیرنوری را برای خود برگزید، از دولتمردان و حاکمان دوران قاجار بود.
مصطفی خان نوایی در مدرسه دارالفنون و مدرسه نظام تحصیل کرد و برای ادامه تحصیل به پاریس رفت. وی در دوره دوم مجلس شورای ملی از مازندران به نمایندگی انتخاب شد. هنگام طرح اعتبارنامه‌اش در سوم تیر ۱۲۸۹، شیخ محمدحسین یزدی او را «شخصی صحیح» توصیف کرد که در دوره مشروطیت مجاهدات زیادی کرده‌است.
نیرالسلطان بعد از پایان دوره نمایندگی‌اش به حکومت چند ولایت رسید. او در سال ۱۳۳۵ قمری روزنامه تندرو صدای ایران را با سردبیری حبیب‌الله آموزگار منتشر کرد که به دلیل انتقاد از کابینه عین الدوله با نظر شاه و دستور هیئت دولت یک بار توقیف شد. نیرالسلطان در تیر ۱۲۹۷ در کابینه صمصام‌السلطنه، کفیل و سرپرست وزارت داخله شد و سال بعد پس از اعتراض به قرارداد ۱۹۱۹ به حال تبعید همراه با محمد مصدق به اروپا رفت و پس از کودتای سوم اسفند به ایران بازگشت و در خرداد ۱۳۰۰ در کابینه قوام‌السلطنه وزیر فوائد عامه شد و تا پایان کابینه قوام در اواخر دی همان سال عهده دار این وزارتخانه بود. وی سپس تا فروردین ۱۳۰۲ حاکم گیلان و تالش بود. وی که به علوم دانش اهمیت میداد، برای رقابت با مدرسه سن‌لویی همراه با دو تن از معلمان این مدرسه و با حمایت مادی خود مدرسه‌ای با نه کلاس به نام سیروس تأسیس کرد. نیرالسلطان به عنوان وزیر فلاحت و تجارت و فواید عامه ریاست نمایندگان ایرانی را در نخستین مذاکرات برای شیلات ایران را بر عهده داشت.